# Emanuel Raasch
Emanuel Raasch (Burg, 16 de noviembre de 1955) es un deportista alemán que compitió para la RDA en ciclismo en la modalidad de pista, especialista en las pruebas de velocidad individual y tándem.
Ganó siete medallas en el Campeonato Mundial de Ciclismo en Pista entre los años 1975 y 1994.

## Medallero internacional
| Representando a la RDA   |                           |                   |                          |
| Campeonato Mundial       |                           |                   |                          |
| Año                      | Lugar                     | Medalla           | Competición              |
| 1975                     | Rocourt (Bélgica)         | Medalla de bronce | Velocidad individual (A) |
| 1977                     | San Cristóbal (Venezuela) | Medalla de plata  | Velocidad individual (A) |
| 1978                     | Múnich (RFA)              | Medalla de plata  | Velocidad individual (A) |
| 1979                     | Ámsterdam (Países Bajos)  | Medalla de plata  | Velocidad individual (A) |
| 1982                     | Leicester (Reino Unido)   | Medalla de bronce | 1 km contrarreloj (A)    |
| Representando a Alemania |                           |                   |                          |
| Campeonato Mundial       |                           |                   |                          |
| Año                      | Lugar                     | Medalla           | Competición              |
| 1991                     | Stuttgart (Alemania)      | Medalla de oro    | Tándem (A)               |
| 1994                     | Palermo (Italia)          | Medalla de plata  | Tándem                   |